# روزن ميدن
روزن ميدن (باليابانية: ローゼンメイデン، بالروماجي: Rōzen Meiden) هي سلسلة مانغا يابانية من تأليف ورسم Peach-Pit، نشرت في من قبل في مجلة كوميك بيرز الشهرية ‏، صدرت في 12 أغسطس عام 2002 حتى 30 مارس عام 2007، وتم تجميع فصول المانغا في 8 مجلدات تانكوبون، صدرت في مارس عام 2003 حتى يونيو عام 2007. اقتبست إلى أنمي تلفزيوني من قبل استوديو نوماد، عرض الأنمي في 20 أكتوبر عام 2005 واستمر عرضه في 26 يناير عام 2006، وتكون من 12 حلقة.

## القصة
تدور أحداث القصة في القرن العشرين، عن صانع دمى، اسمه روزين صنع سبع دمى أسطورية من البسكويت تم تزويدها بالطاقة وأعطيت إحساسًا بجوهرة تدعى روزا ميستيكا. أرسل روزن الدمى للعثور على سادة، ومن أجل خوض المعارك فيما بينهم لجمع بعضهم البعض.

## الشخصيات
جون ساكورادا (باليابانية: 桜田 ジュン، بالروماجي: Sakurada Jun)
مؤدية الصوت: أسامي سانادا
سويغينتو (باليابانية: 水銀燈، بالروماجي: Suigintō)
مؤدية الصوت: ريه تاناكا
كاناريا (باليابانية: 金糸雀، بالروماجي: Kanaria)
مؤدية الصوت: يومي شيمورا
سويسيسيكي (باليابانية: 翠星石، بالروماجي: Suiseiseki)
مؤدية الصوت: ناتسكو كواتاني
سوسيسيكي (باليابانية: 蒼星石، بالروماجي:  Sōseiseki)
مؤدية الصوت: ريكا موريناغا
شينكو (باليابانية: 真紅، بالروماجي: Shinku)
مؤدية الصوت: ميوكي ساواشيرو
هينايتشيغو (باليابانية: 雛苺، بالروماجي: Hinaichigo)
مؤدية الصوت: ساكورا نوغاوا
كيراكيشو (باليابانية: 雪華綺晶، بالروماجي: Kirakishō)
مؤدية الصوت: تشيمي تشيبا
شيطان لابلاس (باليابانية: ラプラスの魔، بالروماجي: Rapurasu no Ma)
مؤدي الصوت: كيوسي تسوكوي
باراسويشو (باليابانية: 薔薇水晶، بالروماجي: Barasuishō)
مؤدية الصوت: ساوري غوتو
إينجو (باليابانية: 槐، بالروماجي: Enju)
مؤدي الصوت: دايسكي أونو

## وصلات خارجية
- موقع المانغا الرسمي (باليابانية)
- Rozen Maiden على موقع تي بي أس
- Rozen Maiden: Träumend على موقع تي بي أس
- Rozen Maiden: Ouvertüre  على موقع تي بي أس
- Rozen Maiden: Zurückspulen  على موقع تي بي أس
- روزن ميدن على موقع ANN manga (الإنجليزية)

لم يتم العثور على روابط لمواقع التواصل الاجتماعي.